# Windhausen (Heilbach)
Windhausen ist ein Weiler der Ortsgemeinde Heilbach im Eifelkreis Bitburg-Prüm in Rheinland-Pfalz.

## Geographische Lage
Windhausen liegt rund 1,5 km nördlich des Hauptortes Heilbach auf einer Hochebene. Der Weiler ist von umfangreichen landwirtschaftlichen Nutzflächen und kleinen Waldgebieten im Norden und Westen umgeben. Südlich von Windhausen fließt der Heilbach, nördlich der Prümerbach.

## Geschichte
Die genaue Entstehungsgeschichte des Weilers Windhausen ist unbekannt. Man weiß jedoch, dass es sich bei dem heutigen Weiler einst um einen einzelnen Hof, namens Windhauser Hof, handelte, der bereits auf einer Karte aus dem Jahre 1818 auftauchte.

## Wappen von Heilbach

Das Wappen der heute übergeordneten Gemeinde Heilbach wurde in Anlehnung an den Weiler Windhausen entworfen und stellt diesen ebenfalls symbolisch dar.
Wappenbegründung: Im Schildhaupt des Wappenentwurfs wird das Einhaus mit einem weit gespannten Dach in Dreiecksform Eingebracht. 5/7 des Schildes sind dreispaltig – mit rechter Flanke, Herzpfahl und linker Flanke. In der rechten Flanke befindet sich auf Rot ein schwarz figuriertes und mit Gold ausgelegtes Wegekreuz auf gerundetem und erhabenem Schaft und Quadersockel. Dieses Kreuz steht im Ortsteil Windhausen und stammt aus dem Jahr 1780. Wofür und von wem es einst aufgestellt wurde, lässt sich leider nicht mehr ermitteln. Es wird angenommen, dass es sich um ein sogenanntes Dankeskreuz handelt. Exponiert an einer Wegekreuzung aufgestellt, ist es ein markanter Punkt für den Ortsteil. Im Herzpfahl symbolisiert ein waagerechtes blaues Wellenband den Bach, der dem Ort den Namen gab, den Heilbach. Die Grundfarbe Silber – wie auch das Rot auf rechter Flanke – belegen die Verbindung zur Herrschaft Neuerburg und zur Grafschaft Vianden/L.

## Kultur und Sehenswürdigkeiten

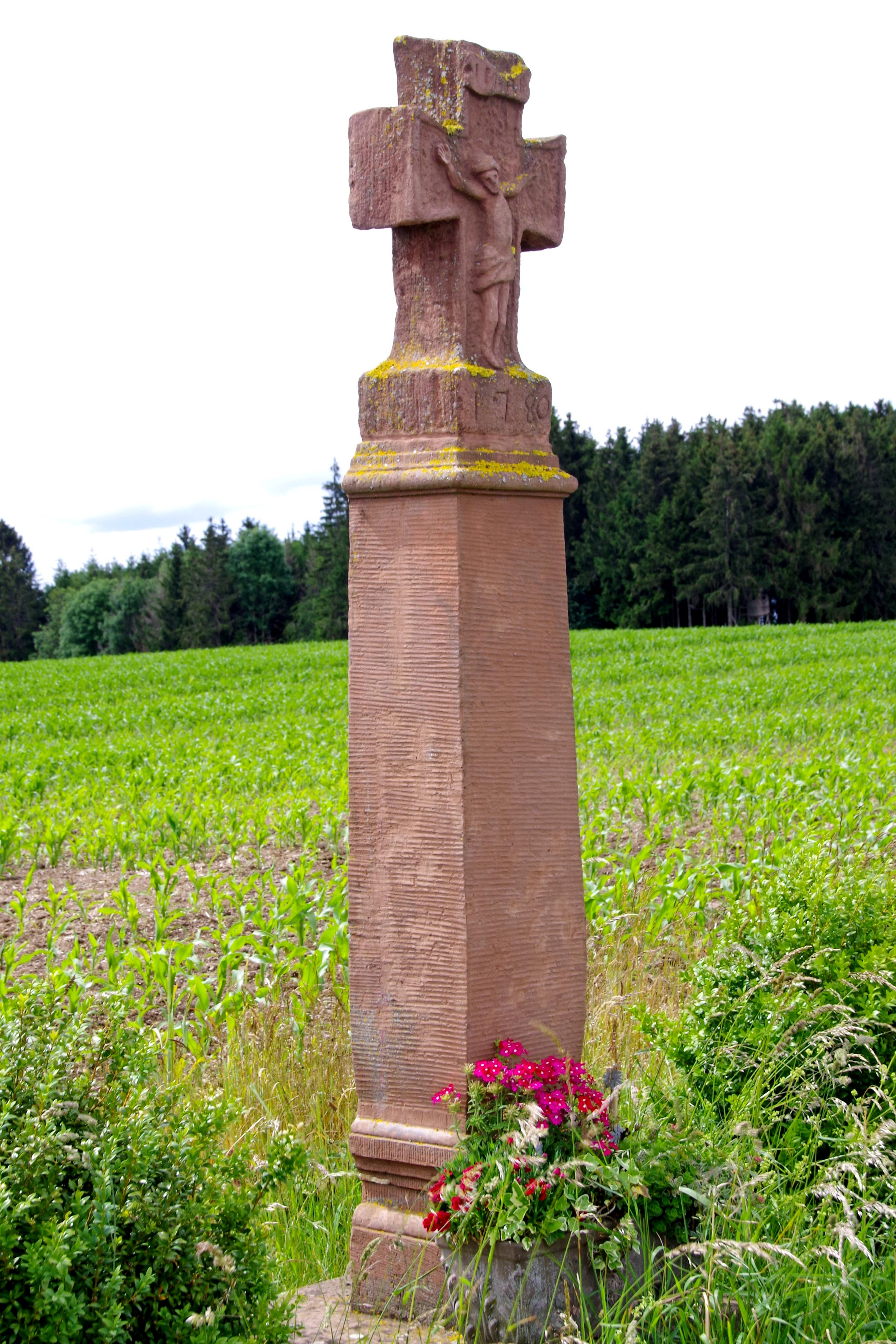
Schaftkreuz von 1780

### Wegekreuze
Am nördlichen Ende des Weilers befindet sich ein Schaftkreuz mit der Bezeichnung 1780. Der Schaft ist gerundet und an beiden Enden profiliert. Das Wegekreuz ruht auf einem quadratischen Sockel und trägt ein Abschlusskreuz mit Corpus.
Ein weiteres Wegekreuz befindet sich im östlichen Teil des Weilers. Hierzu liegen keine genaueren Angaben vor.
Siehe auch: Liste der Kulturdenkmäler in Heilbach

### Naherholung
Die Ortsgemeinden Ammeldingen, Plascheid, Heilbach und Emmelbaum haben ein Wanderwegenetz aus sieben einzelnen Rundwegen entwickelt, die unter anderem auch durch den Weiler Windhausen führen. Alle Wanderwege haben eine Länge zwischen 4 und 8 km. Die Gesamtstrecke beträgt rund 35 km.

## Verkehr
Es existiert eine regelmäßige Busverbindung.
Windhausen ist lediglich durch eine Gemeindestraße erschlossen. Der Weiler wird durch die Kreisstraße 60 in zwei Siedlungen geteilt.